# I Got You (Antonia Iacobescu)
I Got You (You're My Man) è il quinto singolo della cantante rumena Antonia Iacobescu. È stato pubblicato ufficialmente sul canale ufficiale YouTube dell'artista il 27 giugno 2012.